# Un amour de Swann
Pour les articles homonymes, voir Swann.
 (avril 2025).
Si vous disposez d'ouvrages ou d'articles de référence ou si vous connaissez des sites web de qualité traitant du thème abordé ici, merci de compléter l'article en donnant les références utiles à sa vérifiabilité et en les liant à la section « Notes et références ».
Un amour de Swann est la deuxième partie du roman Du côté de chez Swann, le premier tome d’À la recherche du temps perdu de Marcel Proust. Se détachant de la narration à la première personne et de l’intrigue principale car ayant pour personnage principal Charles Swann, Un amour de Swann est aussi publié comme un roman qui peut être lu indépendamment du reste de l'œuvre. En 1950, ce roman fut inclus dans la liste du Grand prix des Meilleurs romans du demi-siècle.

## Résumé
Nous nous retrouvons une quinzaine d’années en arrière (le narrateur n’est pas encore né), quai Conti à Paris, dans le salon des Verdurin, riches bourgeois mécènes qui aiment réunir chez eux des artistes. Une condition pour être admis dans leur salon, admirer sans réserve le jeune musicien à la mode ainsi que le docteur Cottard, grand ami du couple Verdurin. Parmi les habitués, Odette de Crécy, particulièrement appréciée par Mme Verdurin et qui intervient pour introduire son ami Swann. Très fortuné et grand séducteur, Charles Swann fréquente le milieu aristocratique peuplé de princes, d’ambassadeurs et d’académiciens. S’il aime à séduire les femmes du beau monde, il ne dédaigne pas pour autant la compagnie des midinettes. Très policé, il peut cependant faire preuve de muflerie à l’égard de ses maîtresses. Il est attiré par Odette de Crécy qu’il trouve très belle, tout en relevant chez elle certaines imperfections physiques ; et puis, Odette n’est pas très cultivée. Il lui arrive de se lasser d’elle, jamais pour longtemps car il regrette sa présence dès qu’elle s’éloigne. Odette, elle, cherche le contact de Swann et multiplie leurs rencontres. Lors de sa première visite chez les Verdurin, Swann fait une excellente impression à ses hôtes. Il fait la connaissance des principaux habitués : le docteur Cottard, médecin célèbre, imbu de sa personne et tout à la dévotion de Mme Verdurin, le peintre Biche (qu’on retrouvera plus tard, devenu célèbre sous le nom d’Elstir) et Saniette, ancien archiviste, fortuné, issu d’une famille noble (il est le beau-frère du comte de Forcheville). Saniette est un homme foncièrement bon et simple, mais souvent maladroit et devenu le souffre-douleur du ménage Verdurin. Il y a aussi Brichot, professeur à la Sorbonne, bavard et pédant, féru de plaisanteries et de jeu de mots pas toujours du meilleur goût.
Mme Verdurin trône sans partage sur ce petit clan, comme une reine surveillant sa cour ; les habitués du salon l’appellent « la Patronne ». Elle va favoriser le rapprochement entre Swann et Odette. Lors d’une soirée, le jeune pianiste joue une petite phrase musicale d’une sonate que Swann a déjà entendue et qu’il a beaucoup aimée. Il apprend que le compositeur est un certain Vinteuil, mais à aucun moment il ne fait le rapprochement entre l’obscur petit professeur de piano de Montjouvain et l’homme capable d’écrire une telle œuvre. Swann finit par trouver chez Odette une beauté due à sa ressemblance avec Zéphora, un personnage d'un tableau de Botticelli.
Un jour, Swann a le tort de déclarer qu’il fréquente des gens haut placés. Extrêmement possessive et jalouse, Mme Verdurin voit là une infidélité et même une trahison, et c’est alors le début de la disgrâce. Prenant conscience qu’il a perdu la sympathie de Mme Verdurin, Swann n’hésite pas à prendre lui-même de la distance en ne se rendant chez elle qu’assez tard, après avoir passé le début de soirée avec une jolie ouvrière dont il préfère la beauté « fraîche et bouffie » à celle d’Odette, même s’il reste très attaché à cette dernière, continuant à la voir souvent. Il est amoureux d’elle et, un soir qu’il arrive très tard chez les Verdurin, on lui apprend qu’elle est déjà partie. Rongé d’inquiétude et de jalousie, il passe une partie de la nuit à sa recherche dans les restaurants du tout Paris pour finir, enfin, par la retrouver. Alors qu’ils rentrent ensemble en voiture chez elle, Swann se montre d’abord assez timide. Et puis… Odette porte sur sa robe un bouquet de catleyas et, prétextant vouloir le remettre en place, Swann la caresse et l’embrasse puis la possède pour la première fois, dans la voiture. Désormais ils diront « faire catleya » au lieu de dire « faire l’amour ». Maintenant, Swann se rend tous les soirs chez sa maîtresse, il ne connaît rien de son passé ni de ses activités diurnes et il est assez lucide pour la considérer superficielle, pas très intelligente ni très cultivée, mais cela ne l’empêche pas d’être très attaché à elle et de se montrer jalousement possessif.
Un jour, Odette demande aux Verdurin de recevoir un nouvel invité, le comte de Forcheville, bel homme, suffisant, cousin de Saniette. Forcheville fait la cour à Odette, encouragé dans son entreprise par Mme Verdurin qui n’apprécie plus du tout Swann et qui adore faire et défaire les couples. Swann ignore encore la disgrâce dont il est menacé, il comble sa maîtresse de cadeaux et d’argent car, très dépensière, Odette est souvent dans l’embarras et n’hésite pas à le solliciter, ce qui paradoxalement le rend heureux. Cependant, il doute de plus en plus de sa fidélité et va même jusqu’à l’espionner en allant une nuit rôder derrière ses volets clos, pour tenter de savoir si elle a de la visite. Sa jalousie est exacerbée par le fait qu’Odette continue de fréquenter le salon des Verdurin alors qu’il n’y est plus invité. Mais la jeune femme sait souffler le chaud et le froid, elle redevient parfois aimante et attentionnée et aussitôt Swann oublie ses griefs, mais le répit est de courte durée, le faisant bien vite retomber dans le doute et la suspicion. Il la comble d’argent et de cadeaux, il l’aime, il ne l’aime plus, il la voit belle et attirante pour, un instant plus tard, la trouver laide et insignifiante. Les relations entre les deux amants ne cessent de se dégrader, Odette se montrant souvent dure avec son amant qui en arrive à sangloter de désespoir et à souhaiter mourir. Swann qui a complètement cessé d’aller chez les Verdurin, recommence à fréquenter les salons qu’il avait abandonnés. Ainsi, un soir, il se rend à un concert chez Madame de Saint-Euverte, ce qui donne l’occasion à l’auteur de dresser des portraits pittoresques, imagés et souvent cruels des invités : le général de Froberville avec « sa figure vulgaire, balafrée et triomphale », les marquis de Bréauté au « regard infinitésimal et grouillant d’amabilité » et de Forestelle au « visage délicat mélancolique », MM. de Saint-Candé « au nez frémissant et rouge et à la bouche lippue », de Palancy « avec sa grosse tête de carpe », et bien d’autres personnages que l’on retrouvera tout au long de « la Recherche », Oriane de Laumes qui s’appellera bientôt la duchesse de Guermantes, Basin, son mari, qui n’a cessé de la tromper depuis le jour où il l’a épousée, une cousine d’Oriane, Mme de Gallardon qu’elle déteste, la jeune Mme de Cambremer, « jolie à croquer ». Au cours de la soirée, on joue la petite phrase de la sonate de Vinteuil et Swann a le cœur déchiré en entendant cette mélodie qui a rythmé son amour pour Odette. Quelques jours auparavant, il a reçu une lettre anonyme l’informant qu’Odette est la maîtresse de nombreux hommes et femmes et qu’elle fréquente les maisons de passe. Il cherche à identifier l’auteur de cette dénonciation à laquelle il refuse d’accorder le moindre crédit. Interrogée, Odette nie, mais sans conviction. Malgré les propos désagréables qu’il leur arrive d’échanger, curieusement Odette lui reste chère et précieuse. Elle part avec les Verdurin pour de fréquentes croisières, dont certaines peuvent durer plusieurs mois, et ces absences procurent à Swann un apaisement momentané. Pourtant, ce sera bientôt la rupture définitive avec, en guise d’épitaphe, cette conclusion pleine de « muflerie » de Swann : « Dire que j’ai gâché des années de ma vie, que j’ai voulu mourir, que j’ai eu mon plus grand amour, pour une femme qui ne me plaisait pas, qui n’était pas mon genre ! »

## Adaptations
- Une adaptation radiophonique « mise en ondes » par Jacques Taroni et Patrick Liegibel, avec Fanny Ardant (Odette), Edwige Feuillère (Mme Verdurin), Sami Frey (narrateur), François Perier (Swann), (1982)[2].

- Une adaptation cinématographique a été réalisée par Volker Schlöndorff : Un amour de Swann (1984)[3].

- Une adaptation en bande dessinée a été publiée en deux tomes, en 2006[4] et 2008[5]. L'adaptation et les dessins sont de Stéphane Heuet[4],[5].